# Календарный человек
Календарный человек (англ. Calendar Man) — суперзлодей из вселенной DC Comics, враг Бэтмена и Робина (DC Comics). Персонаж был создан Биллом Фингером и дебютировал в Detective Comics #259 (сентябрь 1958).

## Биография
Календарный человек зациклен на всяческих датах — даже его настоящее имя намекает на юлианский и григорианский календари. Его преступления всегда имеют отношение к какой-либо дате. Тема преступления может быть связана с днем недели или каким-то праздником, отмечаемым в этот день. Календарный человек будет планировать своё преступление вокруг особенностей этой даты. Он часто носит различные костюмы, которые соответствуют значениям даты, хотя у него также есть основной костюм, отличительная особенность которого различные номера, представленные в форме календарей, расположенных на его плечах.
После перезапуска вселенной DC — New 52, Дэй стал ведущим канала 52 и в конце каждого комикса издательства рассказывал о новостях индустрии. Во время Извечного Зла, когда злодеи захватили мир, «коллеги» забыли его освободить и он провел последний репортаж в камере.
После перерождения, Календарный Человек стал сверх-человеком, который стареет по временам года, умирает зимой и перерождается молодым и более сильным.

## Вне комиксов

### Телесериал
Календарный человек появится во втором сезоне сериала «Готэм».

### Мультипликация
- В мультфильме The New Batman Adventures злодей представлен как Календарная девушка[англ.];
- В мультфильме Batman: The Brave and The Bold злодей предоставлен в одной из серий с помощью Бэт-майта;
- Эпизодически представлен в мультфильме Лего Фильм: Бэтмен.

### Видеоигры
- В игре «Batman: Arkham Asylum», можно увидеть камеру Календарного человека в Аркхэме. Её стены покрыты календарными листками. Также имеется возможность разблокировать описание персонажа.
- Календарный человек также присутствует в игре «Batman: Arkham City». Двуликий запер его в камере здания суда за отказ работать на него. Как и в Arkham Asylum, в его камере лежат бессчетное количество календарных листков, а сам он напевает песенку про месяцы. Если меняя дату на компьютере на обведенную в календаре рядом с камерой прослушать все истории Джулиана Дэя, то вернувшись сюда в очередной раз можно обнаружить, что его нет, а в камере висит труп головореза из банды Двуликого.
- Календарный человек присутствует в игре «Batman: Arkham Origins». Полиция хотела навсегда покончить с ним, но когда Чёрная Маска поймал Комиссара Лоуба, и хотел его убить, он освободил Джулиана, и сказал: «Ты свободен, но теперь ты у меня в должниках.» Ещё в самой первой миссии можно встретить камеру Календарного человека, она как и в предыдущих частях вся в календарях и в числах.
- Его можно увидеть в финальной концовке «Batman: Arkham Knight», когда Брюс Уэйн взрывает свой дом — когда Вики Вэйл произносит «That’s him», то позади нее можно заметить лысого человека с характерной татуировкой на голове.
- В игре Lego DC Super-Villains он появляется как играбельный персонаж, которого можно разблокировать в свободном режиме.

### Фильм
В фильме Отряд самоубийц: Миссия навылет режиссёра Джеймса Ганна в эпизодической роли Календарного человека, заключённого в тюрьме Бель Рив, появился брат режиссёра — Шон.

## Критика и отзывы
- Календарный Человек № 1 в списке 5 худших злодеев — врагов Бэтмена по версии IGN.[2].
- Календарный Человек № 4 в списке 10 худших злодеев — врагов Бэтмена по версии toptenz.net[3].